# Black Forest (Colorado)
Black Forest ist eine Siedlung und ein Census-designated place in El Paso County im US-Bundesstaat Colorado.
Er erstreckt sich über eine Fläche von 330,3 Quadratkilometern und hat 15.097 Einwohner (Stand: 2020). 

## Geschichte
Die Geschichte des Areals von Black Forest ist eng mit der Geschichte eines größeren Gebietes verbunden, das traditionell als „Pineries“ (dt. etwa: Fichten-Hain, Fichten-Wald) bekannt ist. Pfeilspitzen und Kohlebergwerke liefern Beweise dafür, dass das Planungsgebiet vor mindestens 800 Jahren von Ureinwohnern Amerikas bewohnt wurde. Die ersten bekannten Bewohner waren die Ute und die Comanchen. Die dichten Gelb-Kiefern lieferten ihnen Schutz, Bau- und Brennstoff. Diese Stämme wurden um 1800 von den Kiowas vertrieben. Fast 40 Jahre später schlossen sich die Arapahoe- und Cheyenne-Stämme zusammen und vertrieben die Kiowas. Sie waren die letzten amerikanischen Ureinwohner, die das Gebiet bewohnten.